# Tập đoàn quân 56 (Liên Xô)
Tập đoàn quân 56 là một đơn vị quân sự chiến lược cấp Tập đoàn quân của Hồng quân Liên Xô, được thành lập vào năm 1941 và được giải tán để thành lập Tập đoàn quân độc lập Duyên hải vào năm 1943. Tập đoàn quân 56 đã tham gia vào các cuộc chiến chống lại quân Đức trong Chiến tranh thế giới thứ hai.

## Lịch sử
Tập đoàn quân 56 được thành lập vào tháng 10 năm 1941 và trực thuộc Quân khu Bắc Kavkaz. Trực thuộc Phương diện quân Nam, biên chế của Tập đoàn quân 56 vào tháng 12 năm 1941:
| Sư đoàn súng trường 31 Sư đoàn súng trường 106 Sư đoàn súng trường 343 Sư đoàn súng trường 347 Sư đoàn súng trường 353 | Lữ đoàn súng trường 11 Lữ đoàn súng trường 13 Lữ đoàn súng trường 16 Lữ đoàn súng trường 78 Trung đoàn súng trường cơ giới NKVD 33 | Sư đoàn kỵ binh 62 Sư đoàn kỵ binh 64 Sư đoàn kỵ binh 70 Sư đoàn kỵ binh "NO" Lữ đoàn xe tăng 54 Tiểu đoàn xe tăng 8 |

Biên chế tháng 1 năm 1942:
- Sư đoàn súng trường 31
- Sư đoàn súng trường 106
- Sư đoàn súng trường 343
- Sư đoàn súng trường 347
- Lữ đoàn súng trường 13
- Lữ đoàn súng trường 16
- Trung đoàn súng trường độc lập Rostov
- Sư đoàn kỵ binh 62
- Sư đoàn kỵ binh 64
- Sư đoàn kỵ binh 70.

Tập đoàn quân 56 đã chiến đấu trong Chiến dịch Rostov vào cuối năm 1941 và là đơn vị tiên phong trong Chiến dịch Kerch–Eltigen năm 1943. Tập đoàn quân 56 được giải tán vào tháng 11 năm 1943 để thành lập đội hình thứ hai của Tập đoàn quân độc lập Duyên hải.

## Danh sách tư lệnh
- Fyodor Remezov (tháng 10 năm 1941– tháng 12 năm 1941)
- Viktor Tsyganov (tháng 12 năm 1941–tháng 7 năm 1942)
- Aleksandr Ryzhov (tháng 7 năm 1942–tháng 1 năm 1943)
- Andrey Grechko (tháng 1 - tháng 10 năm 1943)
- Kondrat Melnik (tháng 10 - tháng 11 năm 1943)